# Huỳnh Tấn Phát
Huỳnh Tấn Phát (Mỹ Tho, 15 febbraio 1913 – Ho Chi Minh, 30 settembre 1989) è stato un politico e rivoluzionario vietnamita, Fu membro della 1ª assemblea nazionale della Repubblica Democratica del Vietnam, presidente del governo rivoluzionario del Vietnam del Sud e in seguito alla riunificazione del paese vice-primo ministro del Vietnam.

## Biografia
Huỳnh Tấn Phát aderì al Partito Comunista del Vietnam nel marzo del 1945, e inizio le sue attività rivoluzionarie a Saigon, dopodiché fu nominato vice-direttore del comitato d'informazione e di stampa per il Vietnam del Sud. Quando i francesi riconquistarono Saigon in seguito alla Seconda guerra mondiale, lo arrestarono e lo condannarono a due anni di prigione. In seguito alla sua scarcerazione riprese le sue attività rivoluzionarie.
Divenne presidente del Governo Rivoluzionario Provvisorio del Vietnam del Sud (PRG) in seguito alla sua fondazione nel 1969. In seguito alla rese del governo sudvietnamita il 30 aprile 1975, il PRG divenne il governo nominale del Vietnam del Sud. Tấn Phát mantenne la carica di presidente del governo rivoluzionario fino al 2 luglio 1976, quando il paese fu riunificato con il Vietnam del Nord, rendendolo l'unico primo ministro comunista sudvietnamita. Dal 1976 al 1982 fu vice-premier del Vietnam riunificato, e nel 1982 divenne vicepresidente del consiglio di stato.
per la sua dedizione alla causa rivoluzionaria vietnamita gli fu concesso l'Ordine di Ho Chi Minh.